# Nikolaj Koerenkov
Nikolaj Koerenkov (Russisch: Николай Куренков) (29 mei 1985) is een Russisch schaker. Hij is sinds 2002 een Internationaal Meester (IM).
Van 25 juli t/m 4 augustus 2005 speelde Koerenkov mee in het toernooi om het Open Kampioenschap van Nederland dat werd gehouden in Dieren. Koerenkov eindigde met 6.5 pt. uit 9 partijen op een gedeelde derde plaats, Maksim Toerov werd eerste met 7.5 punt.